# Erdinç Saçan
Erdinç Saçan ('s-Hertogenbosch, 12 mei 1979) is een Nederlandse ICT-ondernemer, websitebeheerder, columnist en politicus van Turkse komaf voor de PvdA.
Na een studie bedrijfskundige informatica aan de Fontys Hogescholen startte hij zijn bedrijf Saçan Consultancy. Tegelijkertijd begon hij diverse websites over politiek en de positie van Turken in Nederland en werd hij Statenlid in de provincie Noord-Brabant. In 2006 stelde hij zich kandidaat voor de Tweede Kamer.

## Armeense Genocide
Volgens het dagblad Trouw maakte Saçan er op een chatbox behorende bij een van zijn websites geen geheim van dat hij een ontkenner is van de Armeense Genocide in 1915.
Het PvdA-partijbestuur riep hem ter verantwoording als naar aanleiding van de standpunten van beide CDA-kandidaten er ook over hem berichten in de pers verschijnen. Eerst zei hij, in navolging van Tonca en Elmacı, loyaal de PvdA-lijn te volgen. Twee dagen later, op 26 september 2006, verklaarde Saçan desondanks dat hij de genocide blijft ontkennen en daarom trok de PvdA zijn kandidatuur in. Nebahat Albayrak, nummer 2 op de PvdA-kandidatenlijst, verklaarde namens de partij dat Turkije niet langer alle zaken omtrent het gebeurde in 1915 moest omkeren en drong aan op historisch revisionisme in deze kwestie, "omdat alle bronnen vervuild zijn geraakt". Zijn zetel in de Provinciale Staten van Noord-Brabant stond niet ter discussie; hij verklaarde tegen elke vorm van geweld, en dus ook tegen genocide, te zijn.
De PvdA verklaarde op 7 november 2006 de term genocide zo veel mogelijk te zullen mijden in verdere discussies. De partij wilde hiermee ‘misverstanden over de PvdA-positie’ wegnemen bij kiezers van Turkse komaf.
PvdA-voorzitter Van Hulten achtte het mogelijk dat als er meer tijd was geweest Saçan mogelijk op de lijst was gebleven.